# Dandelion
dandelion（日語：ダンデライオン）是日本的經紀公司，設立於2012年5月30日。

## 旗下藝人

### 男性
- 淺沼晉太郎（原屬大澤事務所，2012年7月1日轉入）
- 伊勢直弘（日语：伊勢直弘）
- 伊藤正巳（日语：伊藤マサミ）
- 菊地創（演員，非同名音樂人）
- NAO-G（日语：NAO-G）
- 中西英樹（日语：中西英樹）

### 女性
- 豬狩敦子
- 千菅春香
- 楠田亞衣奈（原屬JTB娛樂，2016年8月1日轉入[1]）
- 渡部優衣（原屬JTB娛樂，2016年8月1日轉入[1]）
- 阿久津滿穗（阿久津みちほ，事業合作）
- 小櫻悅子（事業合作）

## 過去所屬藝人
- 稻葉小百合（日语：稲葉さゆり）

## 外部連結
- 官方网站（日語）
- dandelion官方的X（前Twitter）（日語）